# SCR-300

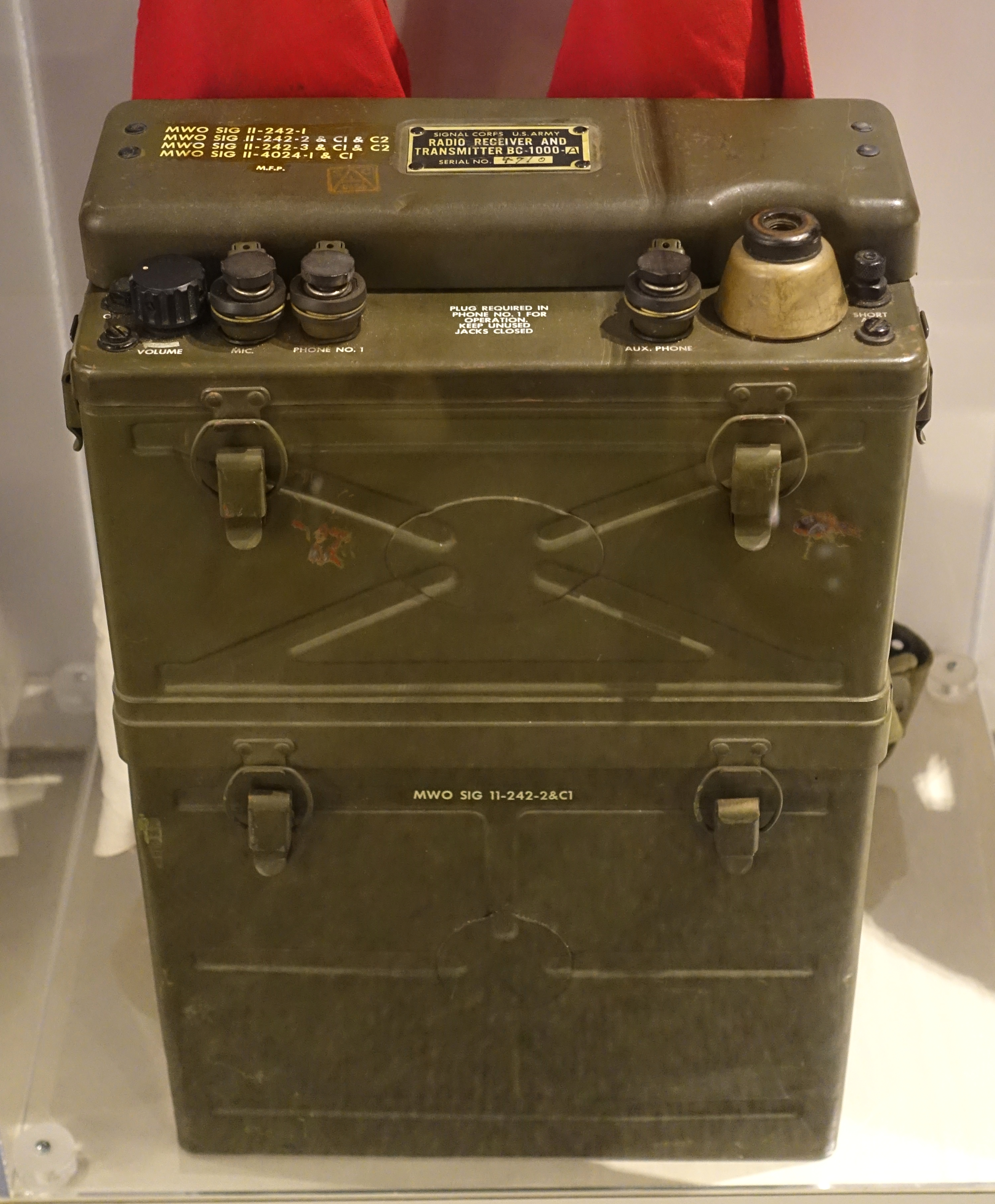
1940年頃、モトローラSCR-300

SCR-300は第二次世界大戦中にアメリカ陸軍通信部隊が使用した携帯型トランシーバーである。このバックパックに取り付けられたユニットはウォーキートーキーと呼ばれた最初の無線機だった。 

## 歴史
1940年、モトローラ（当時はガルビン製造会社）は、歩兵部隊が戦場で使用するための携帯型の電池式音声無線受信機/送信機を開発する契約をアメリカ合衆国陸軍省から受注した。プロジェクトのエンジニアリングチームのDaniel E. Nobleは周波数変調を使用した設計を考案した 、主な電波工学エンジニアはHenryk Magnuski 、Marion Bond、Lloyd Morris、 BillVogelで構成されていた。 SCR-300は40.0〜48.0MHzの周波数帯で動作し、チャネライズされていた。 SCR-508 （20.0〜27.9 MHz）やSCR-608（27.0〜38.9 MHz）などの他の戦車無線機や砲兵無線機とともに、SCR-300は軍用無線機のAM短波放送からFM超短波への移行の始まりだった。 
SCR-300は、ハンドヘルドモデルではなく、比較的大型のバックパック搭載無線機だが、陸軍省テクニカルマニュアルTM-11-242で、「主に歩兵部隊の戦闘部隊のウォーキートーキーとして意図されていた」と説明され、ウォーキートーキーという言葉が最初に使用された。 
最終的な採用試験は、1942年春にケンタッキー州フォートノックスで行われた。これらのテスト中のSCR-300のパフォーマンスは、干渉を介して通信する能力と設計の堅牢な品質を実証した。モトローラは、第二次世界大戦中にSCR-300ユニットを50,000台近く生産する予定でした。  
SCR-300は、1943年8月に太平洋戦争のニュージョージア島で実践投入された。アンケンブラント大佐はミード将軍に「彼らはまさにこの劇場の最前線のコミュニケーションに必要なものである」と伝えた。彼の見解では、主な困難は彼らに新しい電池を供給し続けることだった。 
SCR-300は、ノルマンディー侵攻とイタリア戦線で多用された。また、バルジの戦いでは混乱を防ぐのに役立つ「重要な装備」にもなった。 
イギリスは1947年からSCR-300を「ワイヤレスセットNo.31」として採用した。  

## 仕様

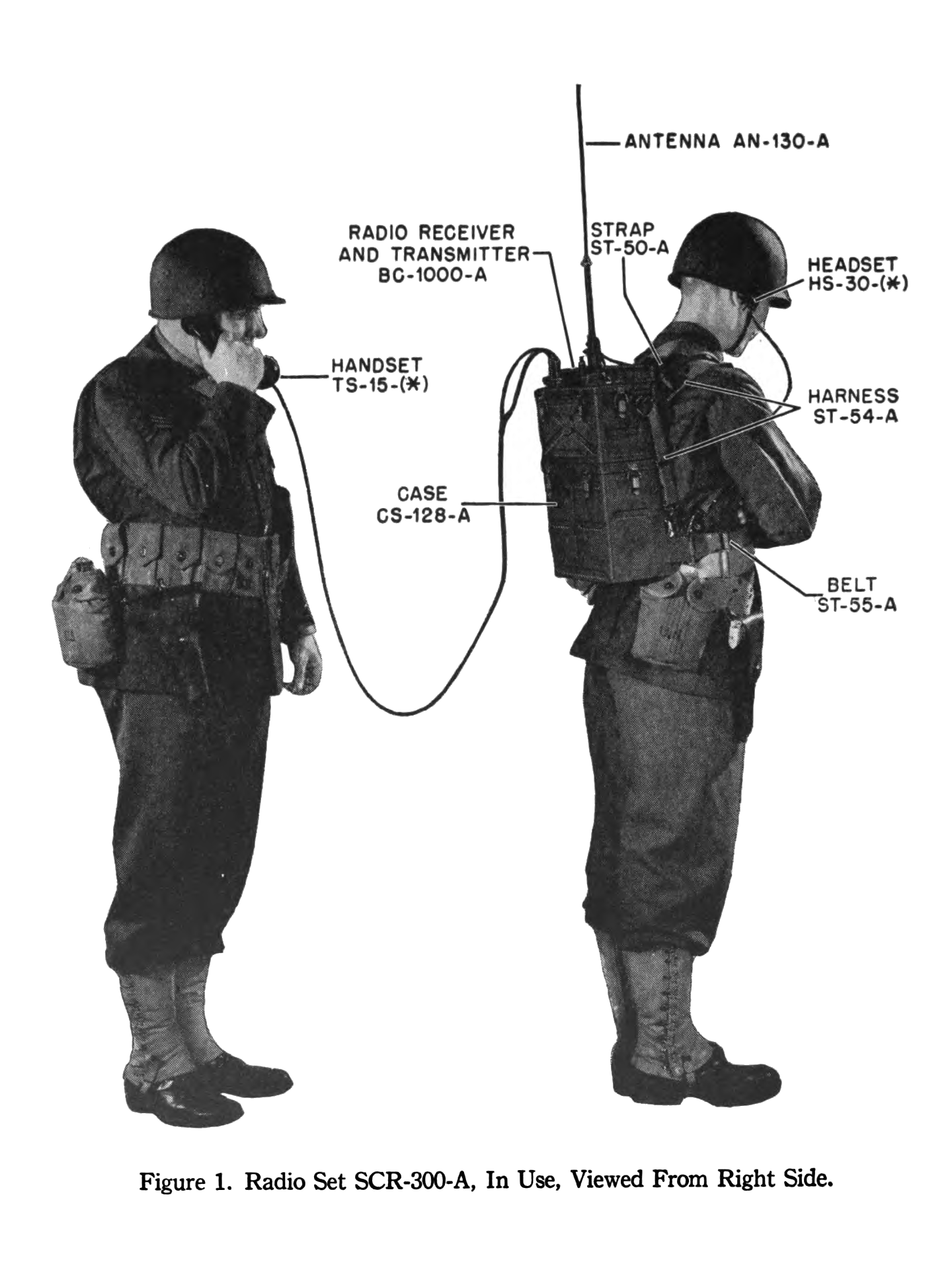
信号隊ラジオセットSCR-300-A

SCR-300は、真空管18本を使用した電池式無線トランシーバーだった。 FMトランスミッター送信機とダブルスーパーヘテロダイン受信機を使用しました。スケルチ回路、自動周波数制御回路、水晶制御校正回路を組み込んでいました。  
- 重量：

バッテリーBA-70付き： 38.23 lb (17.34 kg)
バッテリーBA-80付き： 32.23 lb (14.62 kg)
- 電源要件：

A電池：4.5ボルト
受信機B電池：90ボルト
送信機B電池：150ボルト（追加の60ボルトバッテリーを使用）
- アンテナ：

AN-130-A：2セクションフレキシブルホイップ、 33インチ (84 cm)
AN-131-A：8セクションフレキシブルホイップ、 10 ft 8 in (325 cm)
- 周波数範囲：40〜48 MHz （40〜48 MC）
- チャネル間隔：200 kHz
- 変調： FM音声
- 真空管：

3A4（2）
1T4（6）
1L4（5）
1R5（1）
1A3（1）
1S5（3）
- RF出力：0.3ワット
- 範囲：約3マイル (4.8 km) （地形、送信機と受信機の位置、使用するアンテナによって大幅に異なる）

## 陸軍省の技術マニュアル
- ラジオセットSCR-300-A用TM11-242（1945）
- PP-114機械式DC-DCコンバーターTM11-983（1945）
- AN / VRC-3用TM11-637（1944）